# El Barco, Nuevo León
El Barco är en ort i Mexiko.   Den ligger i kommunen Cadereyta Jiménez och delstaten Nuevo León, i den centrala delen av landet, 700 km norr om huvudstaden Mexico City. El Barco ligger 305 meter över havet och antalet invånare är 219.
Terrängen runt El Barco är platt. Runt El Barco är det ganska glesbefolkat, med 38 invånare per kvadratkilometer. Närmaste större samhälle är Allende, 19,3 km sydväst om El Barco. Trakten runt El Barco består i huvudsak av gräsmarker.